# Jean-Louis Roumégas
Jean-Louis Roumégas (Argel, Argelia francesa, 6 de junio de 1962) es un político francés. Fue diputado por el departamento de Hérault y miembro del grupo ecologista en la Asamblea Nacional de Francia.
Durante su trayectoria política se ha despeñado como vocero nacional del partido Europa Ecología Los Verdes (2008-2011). También ha fungido como concejal del Ayuntamiento de Montpellier y como consejero de la aglomeración del 2001 al 2011. El 17 de junio de 2012 fue elegido diputado de la primera circunscripción del Herault con el 50,10 % de los votos.

## Biografía
Nació en Argel, Argelia, en 1962. Pasó su infancia en el departamento de Hérault, región de Languedoc-Rosellón, y más tarde en los Pirineos Orientales. 
Roumégas realizó sus estudios superiores en filosofía y letras en la Universidad Paul-Valery de Montpellier. Años más tarde ejerció como profesor. Actualmente participa de manera activa en la Red de Ayuda Especializada para la Infancia en Dificultad, conocida por sus siglas en francés: RASED.
Sus primeros pasos en política fueron encaminados a la defensa de los derechos del hombre, como militante de la “Casa del Tercer Mundo” a favor de la liberación de prisioneros políticos en Marruecos.
En 1992 se adhiere al movimiento ecológico francés. En 2001, durante las elecciones municipales en Montpellier obtiene un elevado resultado durante la primera ronda de votaciones, llevándolo a realizar una alianza para la segunda ronda, siendo electo para el cargo de delegado municipal de medio ambiente para el periodo 2001-2008.
En 2008 se postula nuevamente para las elecciones municipales de Montpellier, obteniendo una votación similar que en 2001. Durante la segunda ronda de votación arriba a las elecciones en tercera posición con más del 18 % de los votos emitidos. Unos días después es nombrado vocero nacional del Partido Verde.
En las elecciones regionales del 2010 encabeza la lista del partido Europe Ecologie les Verts en la región de Languedoc-Roussillon, en alianza con la izquierda alternativa y la nueva izquierda, además de numerosos militantes de diversas asociaciones civiles. Después de anunciar que no haría alianza con Georges Frech llega a la segunda ronda con el FG, igualmente con un acuerdo con Hélène Mandroux, candidata oficial del Partido Socialista (PS). Para Jean Louis Roumegas era esencial concretar alianzas encaminadas a programas ecológicos y no solo a estrategias políticas, para así beneficiar la transformación ecológica de la economía regional.
Durante las elecciones del año 2012 es elegido diputado de la primera circunscripción del Hérault.